# 奥羽新幹線

奥羽新幹線の大まかな計画ルートを示した図

奥羽新幹線（おううしんかんせん）は、福島県福島市から山形県山形市附近、山形県新庄市附近を経由し、秋田県秋田市までを結ぶ計画の高速鉄道路線（新幹線）の基本計画路線である。

## 概要
1973年（昭和48年）11月15日、全国新幹線鉄道整備法第四条第一項の規定による『建設を開始すべき新幹線鉄道の路線を定める基本計画』（昭和48年運輸省告示第466号）により告示された新幹線の基本計画路線の一つである。
奥羽本線の福島駅 - 米沢駅 - 山形駅 - 新庄駅間と大曲駅 - 秋田駅間は標準軌に改軌され、それぞれ山形新幹線と秋田新幹線として、新幹線直行特急が東北新幹線との直通運転を行っている。このミニ新幹線方式は、フル規格新幹線に比べ工費と工期を圧縮することができ、並行在来線の経営分離問題も生じなかった。しかし、これらは法的には在来線のままであり、いずれも全国新幹線鉄道整備法に基づく整備計画によって整備されたものではない。フル規格新幹線のような高速新線ではないため、インフラストラクチャーも改軌以前と同じ在来線規格である。最高速度は在来線並みの130km/hにとどまっており、線形の改良や単線区間の複線化などの高速化改良が不十分なため、この速度で走行可能な距離も長くない。停車時間込みの表定速度は、福島駅 - 新庄駅間が最速83.3km/h（1時間47分）、盛岡駅 - 秋田駅間が最速92.0km/h（1時間23分）である。東海道新幹線では、何度も通過待ちを行う「こだま」でも、東京駅 - 新大阪駅の区間を126.7km/h（4時間4分）で走行している。高速化されていない奥羽本線の沿線と国内最速の東北新幹線の沿線とでは移動時間に大きな格差が生じているため、奥羽新幹線の建設によって、地域格差を是正し、商圏や交流人口の拡大を図る必要性が指摘されている。
沿線の福島県・山形県・秋田県では、福島駅 - 山形駅 - 秋田駅の区間で乗り継ぎが不要になり、移動時間が大幅に短縮される。特に山形駅 - 秋田駅間では、新庄駅以北の特急列車が無く、山形新幹線や在来線の普通列車を乗り継がなければならないため、現状では隣県でありながら3時間23分もかかっている。奥羽新幹線が完成すると42分で直行できるようになる。
また、東京都 - 山形県・秋田県間の移動時間も大幅に短縮される。奥羽新幹線が開通すると、東京駅-秋田駅間と東京駅-盛岡駅間、および東京駅 - 山形駅間と東京駅 - 仙台駅間が、それぞれほぼ同じ距離帯になり、東京都 - 山形県・秋田県間と東京都 - 宮城県・岩手県間との時間距離の格差が是正される。 
奥羽新幹線は山形新幹線と秋田新幹線が抱える問題を解決する。 
- インフラの刷新、保守費用の削減：奥羽本線は明治時代に開通しているため、インフラの使用年数は既に100年を超えており、老朽化に伴う保守費用の増大が見込まれている[1]。新幹線では、線路と枕木の間にコンクリート基盤を敷き詰めたスラブ軌道が使われており、その保守費用は在来線のバラスト軌道の10分の1程度で済む[1]。
- 自然災害対策の強化：風雨や積雪による遅延・運休がしばしば首都圏にも波及しており、定時運行を実現できていない[1]。新幹線では、豪雨や強風に強い頑丈な構造物、スプリンクラー・貯雪式高架橋・グレーチングなどの積雪対策、緊急地震速報に対応した緊急停止など、安定輸送を実現するためのインフラが整備されている[1]。
- 安全の確保：山形新幹線は110カ所、秋田新幹線は55カ所の踏切が除却されていないため、踏切傷害事故が発生しており、安全が確保されていない[1]。踏切が無いフル規格新幹線ではこのような事故は起きない。

## 駅一覧
山形県の調査報告書によれば、以下の駅の設置が想定されている（正式決定された計画ではない）。太字は全列車停車駅。
福島駅 - 米沢駅 - 赤湯駅 - 山形駅 - さくらんぼ東根駅 - 新庄駅 - 湯沢駅 - 横手駅 - 大曲駅 - 秋田駅

## 沿革

### 基本計画決定まで
1969年（昭和44年）5月30日に「新全国総合開発計画」が閣議決定された。この中で主要開発事業の構想として「日本海沿岸新幹線鉄道，上越新幹線鉄道，東北横断新幹線鉄道（中略）の建設により，東北地方と首都圏，北海道および域内相互間の時間距離の短縮と，地域間交流の緊密化を図る。」と東北地方においても、いくつかの新幹線鉄道の建設構想が盛り込まれた。
1970年（昭和45年）に全国新幹線鉄道整備法が公布された。この法律により、逼迫する幹線の輸送力増強を目的とした東海道・山陽新幹線とは異なり、経済発展や地域の振興を目的とした新幹線の建設が行われるようになった。
1973年（昭和48年）11月15日には運輸省告示第466号により奥羽新幹線を含む12路線の基本計画が決定された。この基本計画において奥羽新幹線は福島市を起点に山形市附近を主要な経過地として秋田市を終点とすることが示された。

### フル規格新幹線整備を目指す動き
整備新幹線の建設、開業に一定の目処がついてきたことなどから、山形県は、奥羽新幹線・羽越新幹線の整備実現に向けた取組みをさらに力強く加速させるため、県、県関係国会議員、県議会、市町村、市町村議会、経済界など構成する「山形県奥羽・羽越新幹線整備実現同盟」を2016年（平成28年）5月22日に発足させた。同年6月20日には米沢市が奥羽新幹線の整備実現を目指す「米沢市奥羽新幹線整備実現同盟会」を設立した。
2017年（平成29年）8月9日、奥羽、羽越両新幹線のフル規格での整備を目指し、山形県を事務局として沿線6県（青森、秋田、山形、福島、新潟、富山）の担当課長などで構成される「羽越・奥羽新幹線関係6県合同プロジェクトチーム」 (PT) が発足し、山形市においてはじめての会合が開催された。PTは沿線エリアの地域ビジョンや費用対効果、整備手法の3項目について、調査・検討を進め、取りまとめた結果を、政府への要望活動などに活かす方針で、2019年度をめどに最終報告書を取りまとめるとしている。同年9月20日には、山形県新庄市を中心とする「最上地域奥羽新幹線整備実現同盟会」が設立された。
2018年（平成30年）1月5日には、奥羽新幹線のフル規格での実現を目指し、山形市と隣接する3市2町の自治体、地元経済界などによる「山形圏域奥羽新幹線整備実現同盟会」（会長：佐藤孝弘山形市長）が設立された。
2023年（令和5年）5月9日、秋田県広報広聴課が運営するYoutubeの動画チャンネル「WebTVあきた」で「【羽越新幹線・奥羽新幹線の実現に向けてー計画編ー】」、「【羽越新幹線・奥羽新幹線の実現に向けてー未来編ー】」、「【羽越新幹線・奥羽新幹線の実現に向けてーダイジェスト版ー】」が公開された。

#### 福島・山形県境部のトンネル計画
2015年（平成27年）5月12日の吉村美栄子山形県知事と冨田哲郎JR東日本社長との会談で、山形新幹線の運休や遅れにつながる大雨、豪雪対策については、2017年までの2年間で福島駅 - 米沢駅間の抜本的な対策に向けて調査すると述べた。この調査結果がまとまった後、2017年（平成29年）11月29日にJR東日本が山形県に概要を説明した。それによれば、県境の板谷峠に23kmのトンネルを掘削する場合、約10分の時間短縮効果が見込まれ、現在の山形新幹線を前提とした事業費を1500億円と見積もった。また、吉村知事が要請していた将来のフル規格新幹線に対応可能なトンネル断面に広げる場合は120億円の増額と試算した。この結果を踏まえ、同年12月1日に吉村知事がJR東日本本社の冨田社長を訪ね、トンネル整備の早期事業化を要望した。

### 年表
- 1967年（昭和42年）7月：日本国有鉄道（国鉄）が全国新幹線網構想を発表。
- 1969年（昭和44年）5月30日：新全国総合開発計画閣議決定[12]。
- 1970年（昭和45年）5月18日：全国新幹線鉄道整備法公布[12]。
- 1973年（昭和48年）11月15日：昭和48年告示第466号により、奥羽新幹線を含む12線の基本計画決定[5]。
- 2016年（平成28年）
  - 5月22日：「山形県奥羽・羽越新幹線整備実現同盟」設立[6]。
  - 6月20日：「米沢市奥羽新幹線整備実現同盟会」設立[7]。
- 2017年（平成29年）
  - 8月9日：「羽越・奥羽新幹線関係6県合同プロジェクトチーム」発足[新聞 1][新聞 2]。
  - 9月20日：「最上地域奥羽新幹線整備実現同盟会」設立[報道発表 1]。
- 2018年（平成30年）1月5日：「山形圏域奥羽新幹線整備実現同盟会」設立[新聞 3]。
- 2021年（令和3年）6月21日：「羽越・奥羽新幹線関係6県合同プロジェクトチーム」が予想される所要時間の短縮や両新幹線の費用対効果に関する初の調査結果を発表した。奥羽新幹線は、単線のフル規格で整備した場合、奥羽新幹線は事業費1兆4500億〜1兆5100億円でB/Cは1.13となった[13]また、奥羽新幹線と羽越新幹線が両線ともに整備された場合はB/Cは0.47〜1.08[14]。
- 2023年（令和5年）5月9日： 「羽越・奥羽新幹線関係6県合同プロジェクトチーム」が作成した奥羽・羽越新幹線PR動画が秋田県広報広聴課が運営するYoutubeの動画チャンネルで公開[8][9][10][11]。

## 効果
山形県・秋田県対関東の移動人数は18,699人/日（2010年度）で、このうち鉄道は9,852人/日 (52.7%) 、航空機は1,671人/日 (8.9%) 、自動車等は7,175人/日 (38.4%) である（いずれも2010年度）。青森県対関東の移動人数は1日9,999人/日で、このうち鉄道は7,411人/日 (74.1%) 、航空機は1,925人/日 (19.3%) 、自動車等は663人/日 (6.6%) である（いずれも2013年度）。鉄道ジャーナリストの梅原淳は、奥羽新幹線（新幹線）の整備によって鉄道のシェアが青森県対関東の74.1%程度に向上し、鉄道の移動人数が13,856人/日に上昇すると推定している。
「山形県奥羽・羽越新幹線整備実現同盟」は、奥羽新幹線（フル規格新幹線）の開業により山形新幹線（ミニ新幹線）と比較して、東京駅 - 米沢駅間の所要時間が1時間56分から約1時間30分、東京駅 - 山形駅間の所要時間が2時間26分から約2時間、東京駅 - 新庄駅間の所要時間が3時間11分から約2時間30分に短縮されると試算している。
「秋田県奥羽・羽越新幹線整備促進期成同盟会」は、奥羽新幹線（フル規格新幹線）の開業により山形新幹線と在来線を新庄駅で乗り継いだ場合と比較して、東京駅 - 秋田駅間の所要時間が約5時間50分から約2時間30分に短縮されると試算している。なお、秋田新幹線を利用した場合、東京駅 - 秋田駅間の所要時間は最短3時間37分である。
「羽越・奥羽新幹線関係6県合同プロジェクトチーム」2021年6月21日の発表によると、東京-山形間の所要時間が1時間40分、山形-秋田間の所要時間が42分という試算が出た。
|             | 現状 （山形新幹線 + 在来線） | 奥羽新幹線使用（推計） | 短縮効果    | 備考                          |
| ----------- | ---------------------------- | ---------------------- | ----------- | ----------------------------- |
| 東京 - 米沢 | 1時間56分                    | 約1時間30分            | 約26分      | 山形県試算                    |
| 東京 - 山形 | 2時間26分                    | 約2時間                | 約26分      | 山形県試算                    |
| 東京 - 山形 |                              | 1時間40分              |             | 6県合同プロジェクトチーム試算 |
| 東京 - 新庄 | 3時間11分                    | 約2時間30分            | 約41分      | 山形県試算                    |
| 東京 - 秋田 | 約5時間50分                  | 約2時間30分            | 約3時間20分 | 秋田県試算                    |
| 山形 - 秋田 |                              | 42分                   |             | 6県合同プロジェクトチーム試算 |